# Tegelberg
Tegelberg je výrazný horský masiv strmě stoupající poblíž Schwangau v Ammergauských Alpách v jižní části Algavských Alp v Bavorsku . Nejvyšší bod s nadmořskou výškou 1881 metrů je Branderschrofen.
Horský masív Tegelberg začíná na západě u Pöllat, který protéká pod Marienbrücke a pak v blízkosti zámku Neuschwanstein. Odtud se jeho horský hřeben strmě zvedá k východu až do 1455 m n. m. Východně odtud se do 1587 metrů zvedá hřeben na Tegelbergkopf. O kilometr dále na východ na hřebeni se nachází horská chata Tegelberghaus a horsní stanice lanovky Tegelbergbahn. Na sever se vypínají nápadné vrcholy Torkopf (1645 m n. m.) a Gelbe Wandschrofen.
Na Tegelberg lze vyjet lanovkou. Hora je proto oblíbeným cílem horských turistů, letců na závěsných kluzácích, paraglidistů a lyžařů. Vedle horní stanice lanovky je v provozu panoramatická restaurace.
U dolní stanice Tegelbergbahn je letní sáňkařská dráha. Na úpatí Tegelbergu stojí zámky Neuschwanstein a Hohenschwangau .

## Výstup na Tegelberg
Bez použití lanovky se na Tegelberg dostanete po značených turistických stezkách. Výstupy vedou přes Pöllatschlucht a Marienbrücke nebo od Rohrkopfhütte po sjezdovce k Tegelberghaus. Na Tegelberg se lze také dostat z jihu přes Ahornreitweg. Na horu vedou feráty Gelbe-Wand-Steig, Tegelbergsteig, Fingersteig.
Výstup od horní stanice Tegelbergbahn na Branderschrofen trvá asi půl hodiny. Cesta začíná za startovištěm závěsného kluzáku a paraglidingu a pokračuje přes několik skalních výšvihů s ocelovými lany.

## Zimní sporty
Vedle hlavní sjezdovky z horní stanice lanovky do údolí s výškovým rozdílem 900 metrů je na úpatí několik malých vleků.
Tegelberg je oblíbený na lyžařskou turistiku. Výstupová trasa je dobře značená. Výstup probíhá terénem, sjezd po upravené sjezdovce.

## Paragliding
Startoviště pro paragliding se nalézá u horní stanice lanovky a nabízí let na severozápad nebo severovýchod. Dopadiště je na louce u Falkenlift.

## Občerstvení a horské chaty
- Rohrkopfhütte (obhospodařovaná chata)
- Tegelberghaus (obhospodařovaná chata)
- Panoramatická restaurace Tegelberg
- Reithalpe (částečně obhospodařovaná chata)
- Ilgemösle Hütte (neobhospodařovaná chata)